# Pédagogies actives
La pédagogie active a pour objectif de rendre l'élève acteur de ses apprentissages. Si la pédagogie active est traduite dans le monde scientifique par le terme d'Active learning, l'expression dans le monde francophone peut également désigner les méthodes actives portées par des pédagogues comme Célestin Freinet et Maria Montessori.

## Présentation
La pédagogie dite active fut fondée principalement par deux grands pédagogues : Friedrich Fröbel « reconnu comme étant le maître germanique de l’éducation de la petite enfance du début du XIXe siècle » et Johann Heinrich Pestalozzi qui est un « pédagogue suisse considéré comme le pionnier de la pédagogie moderne et le vrai fondateur de ce qui fut appelé la pédagogie active ». Ces deux penseurs se sont eux-mêmes beaucoup inspirés des idées novatrices de Rousseau et son ouvrage Émile ou De l’éducation afin de fonder une nouvelle pédagogie centrée sur le désir et les besoins de l’enfant : la pédagogie active.
La pédagogie active se définit en opposition avec la pédagogie traditionnelle qui correspond à la pédagogie basée sur le principe de l’adulte, seul détenteur du savoir, qui transmet à l’enfant ses connaissances, « qui fait autorité, qui sanctionne ou qui récompense ». Cette pédagogie correspond à celle qui est majoritairement employée. Ainsi c’est celle que l’enfant connaîtra durant la majorité de sa vie d’élève. La pédagogie traditionnelle est aussi perçue comme autoritaire et symbole d’un conditionnement de l’élève par imitation.
Au contraire, la pédagogie active est « une méthode d’assimilation par l’appropriation et la découverte par l’enfant lui-même ». Elle est reconnue pour laisser l’enfant agir, comme son nom l’indique, il devient acteur et seul maître de son apprentissage en fonction de ses besoins. C’est lui qui choisit ce qu’il désire apprendre et quand il le souhaite. Il est le seul « moteur de son développement personnel ». De plus, la place de l’adulte par rapport à l’enfant est complètement changée. Il est simplement un médiateur entre l’enfant et ce qu’il désire savoir, il le guide vers l’indépendance d’esprit, la curiosité et le désir d’acquérir de nouvelles connaissances, par lui-même. Dans la pédagogie active, on ne dit pas à l’enfant ce qu’il doit apprendre, mais on le laisse progresser à son rythme vers ce qu’il veut découvrir, et ainsi devenir acteur de son éducation. On le laisse grandir par lui-même grâce à ses compétences innées.
Puis cette pédagogie active s’est répandue et c’est le pédagogue Adolphe Ferrière qui fut parmi les premiers à utiliser l'appellation d’école active dans ses publications. Il fut rapidement soutenu par des pédagogues comme Célestin Freinet et Maria Montessori qui ont défendu une pédagogie autre que celle de la transmission en axant leurs méthodes sur le sensoriel et la découverte pour apprendre par soi-même et en fonction de ses aspirations et préférences.
Freinet écrivait en 1964 dans ses invariants pédagogiques :
- « La voie normale de l’acquisition n’est nullement l’observation, l’explication et la démonstration, processus essentiel de l’École, mais le tâtonnement expérimental, démarche naturelle et universelle ».
- « Les acquisitions ne se font pas comme l’on croit parfois, par l’étude des règles et des lois, mais par l’expérience. Étudier d’abord ces règles et ces lois, en français, en art, en mathématiques, en sciences, c’est placer la charrue devant les bœufs. »

Après-guerre, les pédagogies actives pour les écoles maternelles et primaires furent adaptées, d'abord en Allemagne et en Grande-Bretagne, aux jeunes et aux adultes sous le nom de Experiential Learning. Ce courant d'apprentissage par l’expérience fut introduit en France par Alain Kerjean en 1987, avec le soutien de la Commission européenne. Il est aujourd’hui le plus reconnu internationalement en Éducation Non-Formelle pour le développement des compétences personnelles et sociales.

## Projet
Un élément important de la pédagogie active est la notion de projet. Dans cette acception, le terme projet désigne la conception, la prévision d'une démarche selon laquelle l'esprit doit déployer une activité véritable en vue d'une fin précise [réf. souhaitée]. Le projet comporte :
- des difficultés, que l'apprenant doit surmonter ;
- des problèmes qu'il doit résoudre ;
- des contenus qu'il doit comprendre, définir, assimiler, réutiliser ;
- des plans qu'il doit élaborer, mettre en œuvre.

On passe ainsi d'une séquence traditionnelle :
- cours (assimilation de notions) ;
- exercices (mise en application des notions) ;
- contrôle (évaluation)

à une séquence
- confrontation à un problème concret ;
- recherche d'information concernant ce problème (autoformation) ;
- recherche d'une solution au problème,

l'évaluation portant sur la globalité de la démarche, et notamment sur le savoir-être.

## Contrat
La pédagogie active est de fait moins cadrée que la pédagogie « traditionnelle », pour laquelle on a un référentiel (programme à suivre) et des exercices calibrés pour tester les savoirs et savoir-faire. Avec les méthodes actives, l'apprenant est certes encadré, mais il est plus autonome dans sa démarche, et le travail se fait parfois en groupe. Il faut donc présenter de manière claire à l'apprenant les objectifs de la démarche et les critères d'évaluation. On parle souvent de « contrat technique et pédagogique » : ce contrat présente les attentes techniques — au sens large, et selon la matière enseignée : compétences qui devront être mises en œuvre, volume du travail à fournir, résultat final attendu — et pédagogiques — évaluation de ce qui a été appris et de la démarche de l'apprenant, que la solution au problème soit « bonne » ou pas.
Le contrat peut concerner la globalité des études : l'apprenant s'engage à mettre en œuvre des moyens pour mener sa scolarité. Il peut aussi concerner un projet particulier.
Dans le cas d'un projet de groupe, le contrat peut définir la répartition des tâches techniques entre les apprenants ; cela permet à l'enseignant d'équilibrer la difficulté technique. On peut ainsi avoir un contrat collectif et un contrat individuel.

## Pédagogie active dans le métier d’éducateur de jeunes enfants
L’éducateur de jeunes enfants est tourné vers le développement, le bien-être et l’épanouissement de l’enfant dans son ensemble. Il peut exercer dans de nombreux milieux, que ce soit en crèche, en centre de loisirs, dans des hôpitaux ou encore dans des instituts médico-éducatifs. Il est responsable d’un enfant ou de groupe d’enfants, pouvant aller de la naissance à sept ans. Il accorde une place majeure aux savoirs éducatifs et à la pédagogie dans l’exercice de sa profession et emploie tout particulièrement les pédagogies actives.
De nombreux éducateurs de jeunes enfants (EJE) ont compris tout l’intérêt de ces pédagogies actives et les mettent en place dans leur travail au quotidien. Dans le cadre de la crèche par exemple, l’EJE va mettre en place dans de multiples salles, des ateliers divers et variés. Il va créer un environnement sécurisant, riche et stimulant qui va permettre à l’enfant de nourrir sa curiosité, développer ses sens (le toucher, la vue, le goût, etc.), développer sa créativité et son autonomie en le laissant devenir acteur de ses apprentissages.
Ce métier fut fondé sur la base des jardins d’enfants au XIXe siècle, où des « jardinières d’enfants » étaient chargées d’accueillir les parents ainsi que leurs enfants, de proposer aux petits de faire émerger leur créativité et de répondre à leur désir d’activités, autour du jeu. C’est le pédagogue allemand Friedrich Fröbel qui en fut le fondateur, soit également l'un des fondateurs de la pédagogie active.

## Pédagogie active dans la formation pour adultes
Cette approche est particulièrement adaptée aux adultes, car elle respecte leur expérience antérieure et leur besoin d'apprentissage contextualisé. Selon Knowles (1973), la théorie de l'andragogie souligne que les adultes apprennent mieux lorsqu'ils sont directement impliqués dans le processus d'apprentissage. En intégrant des activités pratiques, des discussions collaboratives et des résolutions de problèmes, la pédagogie active permet de renforcer la compréhension et de favoriser l'application immédiate des compétences dans des contextes professionnels réels. Cette méthode crée également un environnement propice à l'apprentissage collaboratif, qui améliore la rétention des connaissances (Favel-Lapujade, 2012).
De plus, la pédagogie active encourage l’autonomie et l'auto-régulation de l'apprenant, des compétences essentielles à l'ère de la formation continue. En donnant aux adultes les outils pour devenir des apprenants autodirigés, elle les prépare à s'adapter aux exigences changeantes du marché du travail et à maîtriser de nouvelles compétences rapidement.
Il est donc important pour toutes les personnes qui forment des adultes à de nouveaux savoirs-faire ou savoirs-être d’avoir conscience de cette approche, qui n’est pas limitée qu’aux enfants/adolescents. Pour cela, se former à la conception et à l'animation de formations à destination d'adultes est important. L’apprentissage est quelque chose de continu, qui comprend des éléments de différence selon l’âge de l’apprenant, mais plus l’apprenant est âgé, plus il a besoin d’être impliqué dans son apprentissage pour être convaincu et retenir l’information qui lui est donnée.
En conclusion, la pédagogie active, en favorisant l'engagement, l'expérimentation et l'autonomie, offre des avantages clairs pour la formation des adultes. Elle répond non seulement à leurs besoins spécifiques mais permet aussi de développer des compétences durables et transférables.

## Pédagogie active en Allemagne(Handlungsorientierter Unterricht)
En Allemagne, la pédagogie active est devenue élément constitutif de tout enseignement, du primaire au baccalauréat. Elle est intégrée peu à peu au niveau universitaire . Cette évolution a eu lieu au cours des années 1980 et s'est accentuée depuis le début du XXIe siècle, notamment à cause du choc créé par les recherches sur les systèmes scolaires européens (PISA) . En effet celles-ci ont dévoilé un net retard du système scolaire allemand par rapport aux résultats des Scandinaves, notamment de la Finlande. Par ailleurs, face à la mondialisation, les spécialistes constatent la nécessité de passer de méthodes frontales (type cours magistral) à des méthodes constructivistes habituant l'apprenant à construire son savoir lui-même, seul ou en groupe. Une méthode active très répandue en Allemagne, surtout dans l'apprentissage des langues, est Lernen durch Lehren (LdL).